# آیرا هارج
آیرا هارج (انگلیسی: Ira Harge؛ زادهٔ ۱۴ مارس ۱۹۴۱) بازیکن بسکتبال اهل ایالات متحده آمریکا است.